# タウリネンシス (小惑星)
タウリネンシス (512 Taurinensis) は、火星横断小惑星の一つである。S型小惑星に分類され、自転周期は5.59時間である。
マックス・ヴォルフがハイデルベルクのケーニッヒシュトゥール天文台で発見した。イタリアのトリノの古称であるTaurinumにちなんで命名された。